# McCool Hill

La McCool Hill vista dalla cima della Husband Hill, immagine scattata dal rover Spirit

McCool Hill è una delle Columbia Hills, una serie di colline presenti sul pianeta Marte. Ogni collina è dedicata ad un astronauta che ha perso la vita nel disastro dello Space Shuttle Columbia del 2 febbraio 2003. La McCool Hill è dedicata a William McCool.
Tra le Columbia Hills, la McCool è quella più alta, con una altezza di circa 130 m. È stata esplorata dal rover Spirit, che non è tuttavia riuscito a scalarla, imbattendosi in un pendio impraticabile che è situato tra gli affioramenti rocciosi chiamati "Oberth" e "Korolev". Per incrementare la quantità di energia solare, il rover è stato quindi diretto verso un vicino pendio rivolto a nord in una zona chiamata "Low Ridge Haven", dove ha trascorso l'inverno marziano.
Inizialmente si pensava che la Husband Hill fosse la più alta tra le Columbia Hills, ma Spirit ha aggiornato le misurazioni delle altezze, assegnando la posizione più alta alla McCool Hill.